# 水谷憲一
水谷 憲一（みずたに けんいち、1976年12月25日 - ）は、日本の実業家、大成温調株式会社代表取締役社長。

## 人物・経歴
1976年12月25日、東京都生まれ。2001年3月、立教大学文学部卒業。
2003年4月、大成温調株式会社入社。
2009年4月、執行役員、海外グループ統括、2010年6月、取締役上席執行役員、海外事業本部長。
2012年10月、常務取締役、社長室長。2015年4月、代表取締役社長就任。
大成温調は、病院や学校など産業向け建物の空調システムの設計・施工・メンテナンスを行う企業で、2021年4月で創業80年を迎えた。社名は、「“大”井町で“成”功する」に由来している。
2020年4月には、新ブランド「LIVZON（リブゾン）」を発表し、ブランドコンセプトとして「たてものを、いきものに」を掲げ、経営者としてインフラ工事業務の付加価値向上による地域社会への貢献と次の時代にも選ばれ続ける会社を目指している。